# Liste der Stolpersteine in Leiden

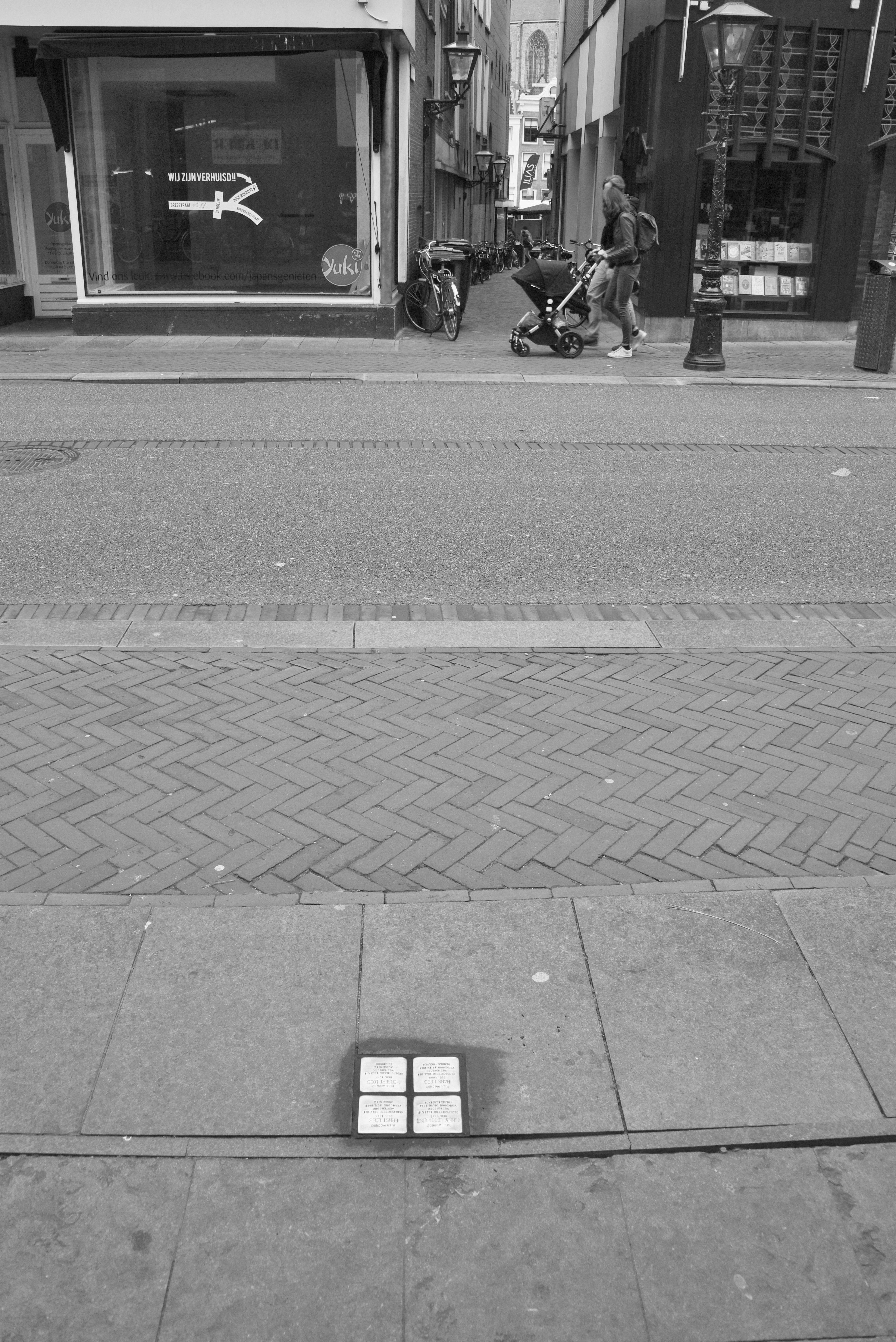
Stolpersteine in Leiden

Die Liste der Stolpersteine in Leiden  umfasst die Stolpersteine, die vom deutschen Künstler Gunter Demnig in Leiden verlegt wurden, einer Gemeinde im Norden der niederländischen Provinz Zuid-Holland. Stolpersteine sind Opfern des Nationalsozialismus gewidmet, all jenen, die vom NS-Regime drangsaliert, deportiert, ermordet, in die Emigration oder in den Suizid getrieben wurden. Demnig verlegt für jedes Opfer einen eigenen Stein, im Regelfall vor dem letzten selbst gewählten Wohnsitz.
Die ersten Verlegungen in Leiden fanden am 10. März 2010 statt.

## Verlegte Stolpersteine
In der Stadt Leiden wurden 53 Stolpersteine an 24 Adressen verlegt.
| Stolperstein | Übersetzung | Verlegort                        | Name, Leben                                  |
| ------------ | --- | -------------------------------- | -------------------------------------------- |
|              | HIER WOHNTE HARTOG JOËL VAN AMERONGEN GEB. 1874 DEPORTIERT 1943 AUS WESTERBORK ERMORDET 2.7.1943 SOBIBOR                | Haarlemmerstraat 233             | Hartog Joël van Amerongen (1874–1943)        |
|              | HIER WOHNTE VRONIKA VAN AMERONGEN- VAN FRANK GEB. 1883 DEPORTIERT 1943 AUS WESTERBORK ERMORDET 2.7.1943 SOBIBOR         | Haarlemmerstraat 233             | Vronika van Amerongen-van Frank (1883–1943)  |
|              | HIER WOHNTE ARNOLD CAREL COSMAN GEB. 1910 FLUCHT IN DEN TOD 15.5.1940 PURMEREND                                         | Vor der Universiteitsbibliotheek | Arnold Carel Cosman (1910–1940)              |
|              | HIER WOHNTE RACHEL COSMAN- MENDES DA COSTA GEB. 1884 DEPORTIERT 1944 AUS WESTERBORK ERMORDET ANFANG JULI 1944 AUSCHWITZ | Vor der Universiteitsbibliotheek | Rachel Cosman-Mendes da Costa (1884–1944)    |
|              | HIER WOHNTE ERNST LOEB GEB. 1878 DEPORTIERT 1942 AUS WESTERBORK ERMORDET 30.9.1942 AUSCHWITZ                            | Breestraat 161                   | Ernst Loeb (1878–1942)                       |
|              | HIER WOHNTE HANS LOEB GEB. 1905 DEPORTIERT 1944 AUS WESTERBORK ERMORDET 24.11.1944 BERGEN-BELSEN                        | Breestraat 161                   | Hans Loeb (1905–1944)                        |
|              | HIER WOHNTE HERBERT LOEB GEB. 1911 DEPORTIERT 1942 AUS WESTERBORK AUSCHWITZ ERMORDET                                    | Breestraat 161                   | Herbert Loeb (1911–194?)                     |
|              | HIER WOHNTE JENNY LOEB-ROSE GEB. 1878 DEPORTIERT 1944 AUS WESTERBORK ERMORDET 31.10.1944 THERESIENSTADT                 | Breestraat 161                   | Jenny Loeb-Rose (1878–1944)                  |
|              | HIER WOHNTE MEIJER VAN KLEEFF GEB. 1892 VERHAFTET 3.3.1942 ERMORDET 31.10.1942 MAUTHAUSEN                               | Lorentzkade 4                    | Cornelis Albertus Pieter Engelse (1892–1942) |
|              | HIER WOHNTE JACOB PHILIPSON GEB. 1903 DEPORTIERT 1943 AUS WESTERBORK ERMORDET 23.7.1943 SOBIBOR                         | Van der Waalsstraat 34           | Jacob Philipson (1903–1943)                  |
|              | HIER WOHNTE ALIDA WEIJL GEB. 1892 VERHAFTET 17.3.1943 DEPORTIERT AUS WESTERBORK ERMORDET 26.3.1943 SOBIBOR              | Kloksteeg 3                      | Alida Weijl (1892–1943)                      |
|              | HIER WOHNTE HANNA WEIJL GEB. 1889 DEPORTIERT 1942 AUS WESTERBORK ERMORDET 3.12.1942 AUSCHWITZ                           | Kloksteeg 3                      | Hanna Weijl (1889–1942)                      |
|              | HIER WOHNTE HELENA WEIJL GEB. 1882 VERHAFTET 17.3.1943 DEPORTIERT AUS WESTERBORK ERMORDET 26.3.1943 SOBIBOR             | Kloksteeg 3                      | Helena Weijl (1882–1943)                     |
|              | HIER WOHNTE JOSEPH MICHAEL WEIJL GEB. 1885 VERHAFTET 17.3.1943 DEPORTIERT AUS WESTERBORK ERMORDET 26.3.1943 SOBIBOR     | Kloksteeg 3                      | Joseph Michael Weijl (1885–1943)             |
|              | HIER WOHNTE JUDITH WEIJL GEB. 1886 VERHAFTET 17.3.1943 DEPORTIERT 1942 AUS WESTERBORK ERMORDET 3.12.1942 AUSCHWITZ      | Kloksteeg 3                      | Judith Weijl (1886–1943)                     |

## Verlegedaten
- 10. März 2010[13][14]: Breestraat 161, Van der Waalsstraat 34
- 2. November 2014[15]: Lorentzkade 4
- 12. Februar 2017[16]: Haarlemmerstraat 233
- 25. März 2022[17]: Witte Singel, früher Hausnummer 19, jetzt UB
- 26. März 2021[18]: Kloksteeg 3